# Antonio Palomares Vinuesa
Antonio Palomares Vinuesa (El Robledo, província d'Albacete, 7 d'agost de 1929 - València, 25 de març de 2007) fou un dirigent comunista valencià d'origen castellà.

## Biografia
Fill d'un sabater, el 1939 va exiliar-se a França amb la seva família. Quan encara era un adolescent col·laborà amb la Resistència Francesa contra els nazis i el 1945 ingressà al PCE. Entre 1947 i 1958 treballà com a fresador i fou membre dirigent Joventuts Socialistes Unificades a França. El 1956 fou enviat a l'interior per a reorganitzar el partit com a mà dreta de Julián Grimau.
El 1967 s'establí a València, on fou secretari general del PCE del País Valencià. Treballava com a venedor ambulant de llibres, el que li permetia estar en contacte amb les cèl·lules del PCE a les diferents comarques valencianes, que treballaven aleshores de manera dispersada. El novembre de 1968 fou detingut en una caiguda de membres de CCOO i torturat per la policia, però fou alliberat uns mesos més tard després d'una intensa campanya internacional. Participà en tertúlies de l'Ateneu Mercantil de València i formà part de la Taula de Forces Polítiques i Sindicals del País Valencià. De 1976 a 1979 fou secretari general del PCPV i fou elegit diputat per la província de València a les eleccions generals espanyoles de 1979 i a les eleccions a les Corts Valencianes de 1983. Fou membre del Consell del País Valencià i participà en la redacció de l'Estatut d'Autonomia de la Comunitat Valenciana.
A principis dels anys 1980, esclatà una crisi al PCPV entre el sector ortodox, liderat per ell mateix, i el sector renovador d'Ernest García, que acabaria expulsat del partit. L'enfrontament, a més, es va veure agreujat per les postures fusterianes del sector renovador, oposades a les postures de Palomares, més properes al discurs regionalista conegut com a blaverisme.
El 1987 fundà l'Associació Valenciana d'Amistat amb Cuba.